# Opava
Opava  (in slesiano Uopawa, in tedesco Troppau; in polacco Opawa; in italiano storico: Troppavia) è una città della Repubblica Ceca orientale, sul fiume Opava. La città è la capitale storica della Slesia ceca, e oggi si trova nella Regione di Moravia-Slesia e  a gennaio 2020 ha una popolazione di 56 450 abitanti.

## Storia

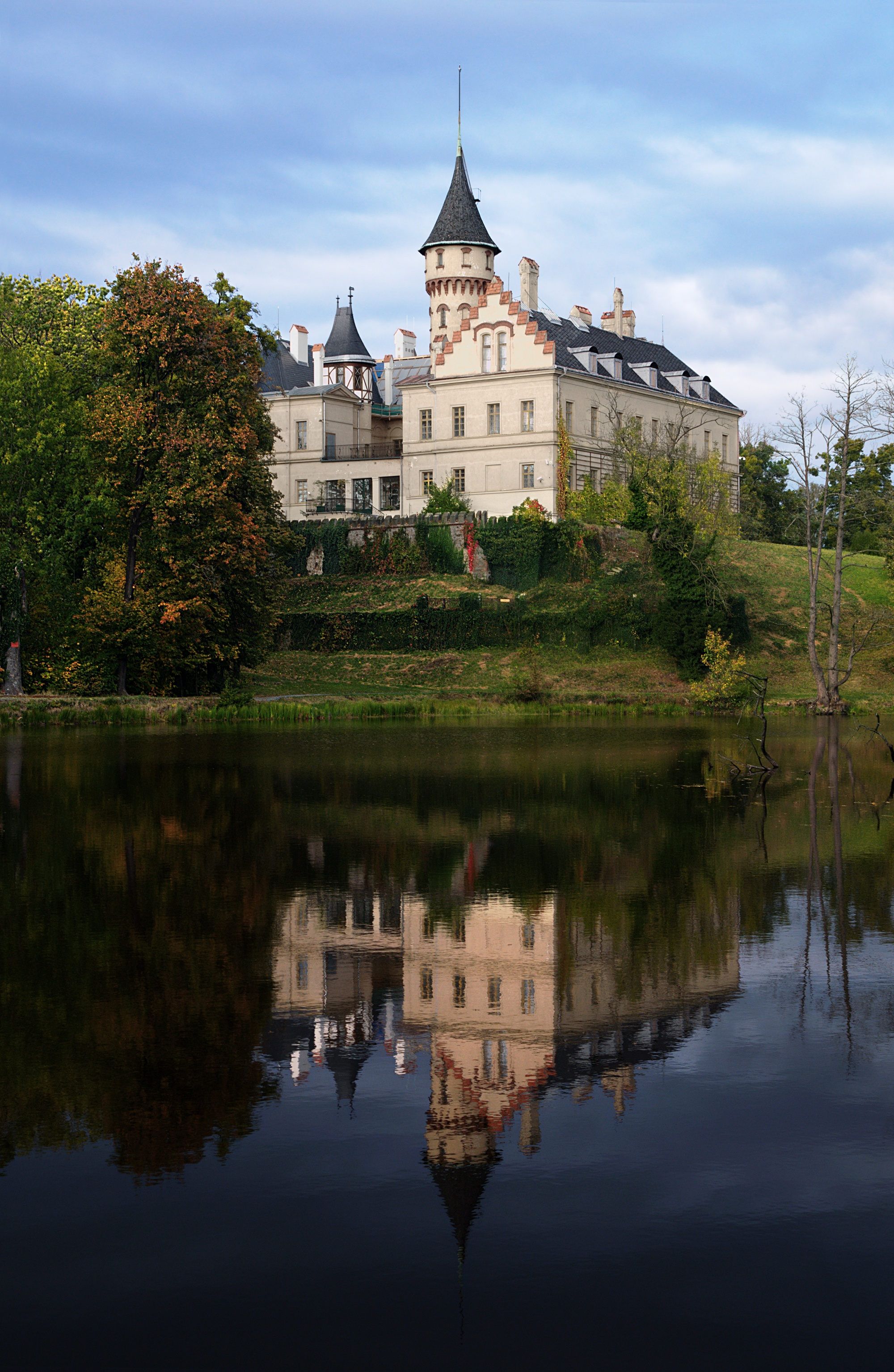
Il castello di Radun

Opava è stata citata per la prima volta nel 1195. Ricevette il diritto di Magdeburgo nel 1224 e nel Medioevo fu la capitale del Ducato di Troppau, dal 1614 dei Principi del Casato di Liechtenstein, che detengono ancora il titolo ducale e la cui corona (o meglio una sua replica) è oggi esposta a Vaduz. Dopo che la maggioranza della Slesia fu annessa alla Prussia durante la Guerra di successione austriaca iniziata nel 1740, il territorio rimanente ancora sotto il controllo degli Asburgo divenne conosciuto come Slesia Austriaca, con capitale Opava (1742-1918). Il Congresso di Troppau ebbe luogo a Opava nel 1820. Dopo la sconfitta dell'Austria-Ungheria nella prima guerra mondiale, Opava divenne parte della Cecoslovacchia nel 1918.
Dal 1938 al 1945 Opava fu occupata dalla Germania nazista. Il giorno prima dell'annessione dei Sudeti nel 1938, Opava fu separata dal suo okres e divenne una città indipendente. Dopo la fine della seconda guerra mondiale, la popolazione tedesca di Opava fu espulsa (1945-'46); molti degli espulsi si insediarono a Bamberga, in Germania.  
Dal 1996 è una delle sedi della neonata diocesi di Ostrava-Opava e quindi ospita la concattedrale di Opava (già nel 1777, con la creazione della provincia ecclesiastica dell'arcidiocesi di Olmutz, era stata prevista la fondazione di una diocesi di Opava, per distacco dalla diocesi di Breslavia, la cui sede all'epoca era ormai situata nei domini prussiani, ma non venne eretta per varie ragioni).

## Sport
La squadra di calcio di Opava, il Kaucuk Opava nella stagione 1995-96 è arrivata nella 1. Liga, a quel tempo la massima divisione del campionato ceco, chiudendo la stagione al 6º posto. Negli anni seguenti la squadra si è stabilita nella parte medio-bassa della classifica e nelle successive la squadra ha modificato il proprio nome in SFC Opava ed ha avuto stagioni altalenanti. Il 2004 è l'anno dell'ultima partecipazione alla Gambrinus Liga.
In città ha sede la squadra di basket B.K. Opava protagonista nel massimo campionato nazionale con la vittoria di titoli e Coppe nazionali.

## Economia e cultura
Opava è attualmente un importante centro di affari e culturale: è la sede di parecchie istituzioni economiche e culturali che servono l'intera regione, incluso il museo di Stato della Slesia, l'Università della Slesia di Opava e l'Istituto della Slesia dell'Accedemia delle Scienze. La città fa parte dell'area industriale intorno a Ostrava e produce materiale per l'equipaggiamento delle miniere.

## Amministrazione

### Gemellaggi
- Katowice[2]